# 和什托洛盖镇
和什托洛盖镇，是中华人民共和国新疆维吾尔自治区伊犁哈萨克自治州塔城地区和布克赛尔蒙古自治县下辖的一个乡镇级行政单位。

## 行政区划
和什托洛盖镇共辖以下地区：
查斯托洛盖社区、佐斯腾社区、迭仑社区、那木德格社区、和什托洛盖村、查斯图村、查斯托洛盖村、西特木恩哈布其克村、乌兰浩达村、夏尔甫村、夏尔托热村、昆得令村、伊森托洛盖村。